# Groupe de NGC 1137
Le groupe de NGC 1137 comprend au moins six galaxies situées dans la constellation de la Baleine. La distance moyenne entre ce groupe et la Voie lactée est d'environ 41,5 Mpc (∼135 millions d'al).

## Membres
Le tableau ci-dessous liste les cinq galaxies du groupe indiquées dans l'article de A.M. Garcia paru en 1993. À ces cinq galaxies, il faut ajouter la galaxie UGC 2446, car elle forme une paire de galaxies avec NGC 1153.
| Nom       | Class.      | Type           | α (J2000.0)   | δ (J2000.0) | Vitesse radiale (km/s) | m     | Distance (Mpc) | Diamètre (kal) |
| --------- | ----------- | -------------- | ------------- | ----------- | ---------------------- | ----- | -------------- | -------------- |
| NGC 1137  | (R')SA(rs)b | Spirale        | 02h 54m 02.7s | 02° 57′ 43″ | 3039 ± 1               | 12,4  | 41,7 ± 2,9     | 87             |
| NGC 1153  | S0^+?       | Lenticulaire   | 02h 58m 10.3s | 03° 21′ 43″ | 2991 ± 14              | 12,4  | 41,1 ± 2,9     | 57             |
| IC 273    | SBa         | Spirale barrée | 02h 57m 10.8s | 02° 46′ 30″ | 3178 ± 1               | 13,4  | 43,8 ± 3,1     | 61             |
| IC 277    | SB(rs)bc    | Spirale barrée | 02h 59m 50.6s | 02° 46′ 17″ | 2851 ± 1               | 13,2  | 39,1 ± 2,7     | 80             |
| UGC 2441  | Scd         | Spirale        | 02h 58m 22.1s | 03° 51′ 46″ | 3053 ± 4               | 11,88 | 42,0 ± 3,0     | 86             |
| UGC 2446A | S?          | Spirale        | 02h 58m 41.4s | 03° 26′ 06″ | 3090 ± 9               | 14,7  | 41,4 ± ?       | 21             |

- ALa valeur de la vitesse radiale heliocentrique indiquée sur la mise à jour du site NASA/IPAC est de 7088,89 km/s, alors que précédemment elle était de 3104 km/s. Cette nouvelle valeur est basée sur une publication datant de 1991[7]. Si ces nouvelles données sont exactes, alors cette galaxie ne fait pas partie de ce groupe. Les valeurs indiquées par la base de données Simbad pour la vitesse radiale et la distance sont basées sur le catalogue LEDA publié en 2002 et elles placeraient UGC 2446 dans ce groupe.

Le site DeepskyLog permet de trouver aisément les constellations des galaxies mentionnées dans ce tableau ou si elles ne s'y trouvent pas, l'outil du site constellation permet de le faire à l'aide des coordonnées de la galaxie. Sauf indication contraire, les données proviennent du site NASA/IPAC.